# Hørning
Hørning är en ort i Danmark.   Den ligger i Skanderborgs kommun och Region Mittjylland,  160 km väster om Köpenhamn. Hørning ligger 68 meter över havet och antalet invånare är 7 750. Närmaste större samhälle är Århus, 13 km nordost om Hørning.